# Justin Turpel
Pour les articles homonymes, voir Turpel.
Justin Turpel, né le 8 janvier 1954 à Ettelbruck (Luxembourg), est un homme politique et syndicaliste luxembourgeois, membre du parti La Gauche (Lénk).

## Biographie

### Situation personnelle

#### Famille
Justin Turpel est né le 8 janvier 1954 à la maternité de Ettelbruck. Sa maison parentale se trouve à Heiderscheid, aux portes de l'Oesling. Pendant l'occupation nazie, son père travaillait pour la résistance, après la guerre comme ouvrier chez Good Year, ensuite comme chauffeur chez l'entrepreneur du village voisin. Sa mère s'occupait du foyer et de l'éducation de ses quatre fils.

#### Formation
De 1960 à 1967, il suit des études primaires à l'école primaire de Heiderscheid. Après deux années redoublées au Lycée classique de Diekirch, il passe en septembre 1968 à l'enseignement professionnel, d'abord à Ettelbruck, ensuite à l'École professionnelle du Centre à Luxembourg-Ville, section chimie. Pendant trois années, de 1975 à 1978, il travaille comme chimiste auprès de Tréfil-Arbed Bettembourg.

#### Vie privée
Depuis 1986, Justin est en relation de partenariat. Il s'est marié le 4 octobre 2001 et est le père de trois enfants.

### Carrière professionnelle
Justin Turpel est membre du FNCTTFEL-Landesverband depuis 1978 et président du secteur public de celui-ci depuis 1991. Le mandat de vice-président du FNCTTFEL-Landesverband lui a été confié en 2006.
Du 13 décembre 2011 jusqu'au 13 novembre 2013, le jour de son assermentation comme député, il occupe un poste de fonctionnaire auprès de l'administration communale de Contern.

### Carrière politique
En 1999 c'est l'un des initiateurs d'un regroupement alternatif à la gauche et est le membre fondateur du parti politique luxembourgeois : « déi Lénk » (en français : La Gauche).
Justin Turpel est élu conseiller communal de la ville de Luxembourg le 9 octobre 2011. Le 20 octobre 2013 il est élu à la Chambre des députés sur la liste de « déi Lénk » dans la circonscription du Centre ; en même temps que Serge Urbany qui lui est élu dans la circonscription Sud. En novembre 2013, il démissionne du conseil communal de la ville de Luxembourg, afin de se consacrer entièrement au travail parlementaire. Or, en avril 2014, il décide d'abandonner le mandat de député pour des raisons de santé. Son mandat de député de la circonscription Centre est repris par le jeune et très dynamique David Wagner. La dernière séance de la Chambre des députés à laquelle il participe, a lieu le 29 avril 2015.